# Aeroporto de Tiksi

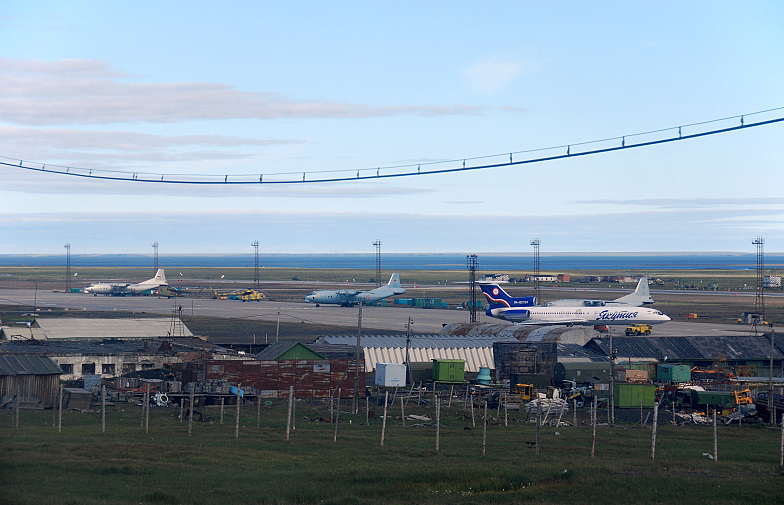
Aeroporto de Tiksi

O Aeroporto de Tiksi (IATA: IKS ICAO: UEST) é um aeródromo militar localizado a um quilómetro a nordeste de Tiksi, Rússia e foi construído na década de 1950 como base para uma encenação soviética de bombardeiros para alcançar o Estados Unidos.